# Скворцово (Тверская область)
Скворцо́во — деревня в Торопецком районе Тверской области. Административный центр Скворцовского сельского поселения.

## География
Деревня расположена в 23 километрах (по автодороге) к юго-западу от районного центра Торопец. В Скворцове находится одноимённая станция железной дороги Бологое — Великие Луки. С севера к Скворцову примыкает деревня Бор (за рекой Добша).
Климат
Деревня, как и весь район, относится к умеренному поясу северного полушария и находится в области переходного климата от океанического к материковому. Лето с температурным режимом +15…+20 °С (днём +20…+25 °С), зима умеренно-морозная −10…−15 °С; при вторжении арктических воздушных масс до −30…-40 °С.
Среднегодовая скорость ветра 3,5—4,2 метра в секунду.

## Улицы
Уличная сеть деревни представлена двумя улицами и двумя переулками:
- Центральная улица
- Школьная улиц
- Пятницкий переулок
- Советский переулок

## История

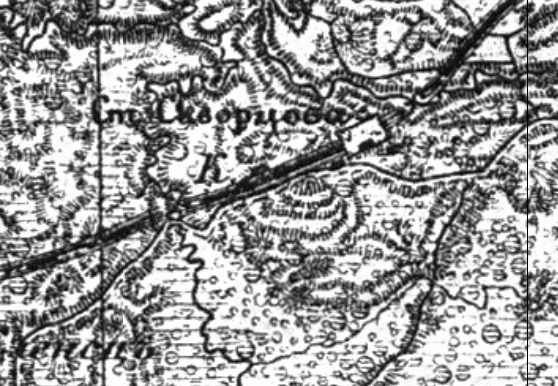
Станция Скворцово на карте начала 20 века

Деревня образовалась в начале XX века в связи со строительством железнодорожной станции. На топографической карте 1901 года означена станция Скворцово.
В 1919 году в деревне была открыта Скворцовская железнодорожная школа, которую разместили в здании вокзала. В 1923 году в Скворцове открыли больницу. Зданием для неё стал перевезённый из деревни Кленец двухэтажный дом помещицы Киселёвой.
В августе 1941 года Скворцово было оккупировано немецко-фашистскими захватчиками. В здании больницы фашисты оборудовали штаб, а на вокзале разместился немецкий гарнизон.
В 1977 году было построено новое кирпичное здание Скворцовской средней школы, которая работает и сейчас. 1 октября 2019 года школа отметила свой 100-летний юбилей.
По состоянию на 1996 год в деревне находилось 117 хозяйств и проживало 290 жителей.
В 2017 году архитектурный ансамбль станции Скворцово был внесён в список культурного наследия.

## Население
| 1996 | 2010 |
| ---- | ---- |
| 290  | ↘211 |

Национальный состав
Согласно результатам переписи 2002 года, в национальной структуре населения русские составляли 99 % от жителей.

## Инфраструктура
- Администрация сельского поселения[10]
- Дом культуры[11]
- Почтовое отделение[12]
- Магазин
- Сельская библиотека. Открылась в годы войны в 1942 году в деревне Евстигнеенки. Затем библиотека была переведена в деревню Скворцово[13].